# Međuopćinska nogometna liga Kutina – Ivanić-Grad – Novska 1985./86.
Međuopćinska nogometna liga Kutina – Ivanić-Grad – Novska za sezonu 1985./86. 
 Sudjelovalo je 14 klubova, a prvak je bilo "Jedinstvo" iz Novske. 

## Ljestvica
| mj. | klub                     | ut. | pob. | ner. | por. | gol+ | gol- | bod     |
| --- | ------------------------ | --- | ---- | ---- | ---- | ---- | ---- | ------- |
| 1.  | Jedinstvo Novska         | 26  | 23   | 2    | 1    | 87   | 28   | 48      |
| 2.  | Moslavina Kutina         | 26  | 21   | 2    | 3    | 83   | 30   | 44      |
| 3.  | Sloga Križ               | 26  | 19   | 4    | 3    | 72   | 27   | 42      |
| 4.  | Ivanić (Ivanić-Grad)     | 26  | 18   | 2    | 6    | 94   | 28   | 38      |
| 5.  | Omladinac Ludina         | 26  | 11   | 4    | 11   | 45   | 57   | 25 (-1) |
| 6.  | Omladinac Šartovac       | 26  | 10   | 4    | 12   | 38   | 53   | 24      |
| 7.  | Bratstvo Voloder         | 26  | 8    | 7    | 11   | 60   | 67   | 23      |
| 8.  | Vatrogasac Husain        | 26  | 9    | 4    | 13   | 50   | 53   | 21 (-1) |
| 9.  | Balkan Jasenovac         | 26  | 7    | 4    | 15   | 40   | 77   | 18      |
| 10. | Posavec Breška Zelina    | 26  | 6    | 5    | 15   | 47   | 74   | 17      |
| 11. | Lokomotiva Kutina        | 26  | 3    | 11   | 12   | 26   | 53   | 17      |
| 12. | Mladost Gornja Gračenica | 26  | 7    | 3    | 16   | 55   | 72   | 16 (-1) |
| 13. | Omladinac Stari Grabovac | 26  | 5    | 6    | 15   | 50   | 76   | 15 (-1) |
| 14. | Sloga Potok              | 26  | 2    | 8    | 16   | 39   | 87   | 12      |

- Ludina – danas Velika Ludina
- Breška Zelina  – danas Zelina Breška

## Rezultatska križaljka
| kratica | klub                     | BAL | BRA | IVA | JED | LOK | MLA      | MOS | OMLL     | OMLSG | OMLŠ | POS | SLOK | SLOP | VAT |
| --- | ------------------------ | --- | --- | --- | --- | --- | -------- | --- | -------- | ----- | ---- | --- | ---- | ---- | --- |
| BAL | Balkan Jasenovac         |     |     |     | 1:6 |     | 2:1      |     |          |       |      |     |      |      |     |
| BRA | Bratstvo Voloder         |     |     |     | 4:5 |     | 3:3      |     |          |       |      |     |      |      |     |
| IVA | Ivanić (Ivanić-Grad)     |     |     |     | 1:4 |     | 9:2      |     |          |       |      |     |      |      |     |
| JED | Jedinstvo Novska         | 6:3 | 2:0 | 3:0 |     | 5:0 | 3:0 p.f. | 2:2 | 4:0      | 4:3   | 3:1  | 2:0 | 4:0  | 6:0  | 3:1 |
| LOK | Lokomotiva Kutina        |     |     |     | 0:2 |     | 3:2      |     |          |       |      |     |      |      |     |
| MLA | Mladost Gornja Gračenica | 3:3 | 1:1 | 1:6 | 2:5 | 4:1 |          | 2:3 | 3:0 p.f. | 8:1   | 0:1  | 7:0 | 2:6  | 2:1  | 0:4 |
| MOS | Moslavina Kutina         |     |     |     | 0:1 |     | 2:1      |     |          |       |      |     |      |      |     |
| OMLL | Omladinac Ludina         |     |     |     | 2:2 |     | 3:2      |     |          |       |      |     |      |      |     |
| OMLSG | Omladinac Stari Grabovac |     |     |     | 0:3 |     | 0:3 p.f. |     |          |       |      |     |      |      |     |
| OMLŠ | Omladinac Šartovac       |     |     |     | 0:2 |     | 3:2      |     |          |       |      |     |      |      |     |
| POS | Posavec Breška Zelina    |     |     |     | 2:3 |     | 7:0      |     |          |       |      |     |      |      |     |
| SLOK | Sloga Križ               |     |     |     | 4:1 |     | 1:0      |     |          |       |      |     |      |      |     |
| SLOP | Sloga Potok              |     |     |     | 2:4 |     | 1:4      |     |          |       |      |     |      |      |     |
| VAT | Vatrogasac Husain        |     |     |     | 1:2 |     | 3:0      |     |          |       |      |     |      |      |     |
| |                          |     |     |     |     |     |          |     |          |       |      |     |      |      |     |
| podebljan rezultat - utakmice od 1. do 13. kola (1. utakmica između klubova) rezultat normalne debljine - utakmice od 14. do 26. kola (2. utakmica između klubova) rezultat nakošen - nije vidljiv redoslijed odigravanja međusobnih utakmica iz dostupnih izvora rezultat smanjen * - iz dostupnih izvora nije uočljiv domaćin susreta prekrižen rezultat - poništena ili brisana utakmica p - utakmica prekinuta 3:0 p.f. / 0:3 p.f. - rezultat 3:0 bez borbe |                          |     |     |     |     |     |          |     |          |       |      |     |      |      |     |

 Izvori: